# Glenanthe ripicola
Glenanthe ripicola är en tvåvingeart som beskrevs av Alexander Henry Haliday 1839. Glenanthe ripicola ingår i släktet Glenanthe och familjen vattenflugor. Arten är reproducerande i Sverige. Inga underarter finns listade i Catalogue of Life.